# 교주전: 천공의 눈
《교주전: 천공의 눈》(鲛珠传)는 2017년 개봉한 중국의 무협, 판타지, 액션, 로맨스 영화이다. 양뢰가 감독을 맡았으며 장탄, 양뢰가 각본을 맡았다.

## 출연
- 왕대륙
- 장톈아이
- 임달화
- 성관삼
- 왕신
- 호병
- 주일위